# Óscar Zubía
Óscar Daniel Zubía  (8 lutego 1946) – piłkarz urugwajski, napastnik. Wzrost 165 cm, waga 69 kg.
Jako piłkarz klubu River Plate Montevideo wziął udział wraz z reprezentacją Urugwaju w finałach mistrzostw świata w 1970 roku, gdzie Urugwaj zdobył miano czwartej drużyny świata. Zagrał w dwóch ostatnich meczach fazy grupowej – z Włochami i Szwecją.
Nigdy nie wystąpił w turnieju Copa América.
Od 28 maja 1968 do 10 lutego 1971 rozegrał w reprezentacji Urugwaju 15 meczów i zdobył 4 bramki.
Po mistrzostwach świata grał w klubie CA Peñarol, z którym wziął udział w turnieju Copa Libertadores 1971. Później grał w Ekwadorze, w klubie LDU Quito, z którym w 1976 wygrał turniej Copa Simón Bolívar.